# Doliops similis
Doliops similis es una especie de escarabajo del género Doliops, familia Cerambycidae. Fue descrita científicamente por Miwa & Mitono en 1933.
Habita en China y Taiwán. Los machos y las hembras pueden medir 12-13 mm. El período de vuelo de esta especie ocurre en los meses de mayo, junio y julio.